# Manuel Jimenes
Manuel Jose Jimenes Gonzalez (ur. 14 stycznia 1808, zm. 22 grudnia 1854) – drugi w kolejności dominikański prezydent. Swoją funkcję pełnił w latach 1848–1849 po rezygnacji Pedro Santana. Jego kadencja została przerwana w wyniku agresji państwa haitańskiego. Do władzy doszedł Buenaventura Báez.